# Je vous salue, Sarajevo
Pour plus de détails, voir Fiche technique et Distribution.
Je vous salue, Sarajevo est un court-métrage suisse réalisé par Jean-Luc Godard en 1993.

## Synopsis
Réalisé durant les guerres de Yougoslavie, ce film-essai est conçu autour d'une unique photographie de Ron Haviv prise à Bijeljina le 31 mars 1992. Cette image montre un paramilitaire serbe en train de donner un coup de pied à des civils bosniaques musulmans probablement exécutés.

## Fiche technique
- Titre : Je vous salue, Sarajevo
- Réalisation : Jean-Luc Godard
- Pays d'origine : Suisse
- Format : couleur
- Genre : film-essai
- Durée : 3 minutes
- Date de sortie : 1993

## Distribution
- Jean-Luc Godard : narrateur

## À noter
La musique utilisée est un extrait de Silouans Song composée par Arvo Pärt. 
Le texte, lu par Jean-Luc Godard, comprend des citations de Louis Aragon (« Quand il faudra fermer le livre - Ce sera sans regretter rien - J’ai vu tant de gens si mal vivre - Et tant de gens mourir si bien », tirée du recueil Le Nouveau Crève-cœur), ainsi que de Georges Bernanos (« En un sens, voyez-vous, la Peur est tout de même la fille de Dieu, rachetée la nuit du Vendredi Saint »).